# رخت‌پوش ساق‌سرخ
رخت‌پوش ساق‌سرخ (نام علمی: Pygathrix nemaeus) نام یک گونه از سرده رخت‌پوش است.